# Christoph Ahlhaus
Christoph Ahlhaus (ur. 28 sierpnia 1969 w Heidelbergu) – niemiecki polityk, prawnik i samorządowiec, działacz Unii Chrześcijańsko-Demokratycznej, w latach 2010–2011 burmistrz Hamburga.

## Życiorys
W latach 1988–1990 kształcił się w zawodzie urzędnika bankowego. Studiował następnie prawo na uniwersytetach w Heidelbergu, Berlinie i Monachium. Zdał państwowe egzaminy prawnicze I oraz II stopnia, w 1999 podjął praktykę w zawodzie adwokata.
W 1985 wstąpił do CDU i jej organizacji młodzieżowej Junge Union. W latach 2001–2006 był sekretarzem generalnym hamburskich struktur partii. W 2004 zasiadł w parlamencie Hamburga. W 2006 został radcą do spraw wewnętrznych w administracji miejskiej. W 2008 objął funkcję senatora do spraw wewnętrznych w rządzie regionalnym.
W sierpniu 2010 został nowym burmistrzem Hamburga, gdy z funkcji tej ustąpił Ole von Beust. W listopadzie współrządzący Zieloni zerwali regionalną koalicję. Wybory parlamentarne z lutego 2011 zakończyły się porażką CDU, która w Hamburgu w następnym miesiącu przeszła do opozycji.
Christoph Ahlhaus w 2014 zrezygnował z zasiadania w hamburskim samorządzie w związku z prowadzoną działalnością zawodową w Berlinie.